# اندرويد رازر
موتورولا RAZR اندرويد (GSM / UMTS الاسم: موتورولا RAZR [1]) هو جوال اندرويد هاتف الذكي صممه شركة موتورولا صدر في نوفمبر تشرين الثاني 2011. واعلان في 2011 18 أكتوبر 2011 في مدينة نيويورك. درويد رازر من قبل شركة موتورولا هو أنحف هاتف ذكي في العالم لايبلغ سوى 7.1 مم وكاميرا 8 ميجابيكسل

## الشكل
- الابعاد: 130.7 في 68.9 وبسماكة 7.1 .
- الوزن: 127 جرام.

## المواصفات
- سرعة المعالج: 1.2 جيجاهرتز ثنائي النواة.
- الذاكرة العشوائية: واحد جيجابايت
- الذاكرة الداخلية: 16 جيجابايت مع منفذ للذاكره الخارجية microSD.
- الوزن: 135 جرام.

## الكاميرا
- دقة الكاميرا الخلفية: 8 ميغا بيكسل
- دقة الكاميرا الامامية: 1.3 ميغا بيكسل.
- تصوير الفيديو: 1080p
- لقطات الفيديو في الثانية: 30 لقطة في الثانية.
- الفلاش: LED .

## التوصيل
- البلوتوث: Bluetooth 4.0.
- الواي فاي: Wi-Fi 802.11 b/g/n, dual-band, DLNA, Wi-Fi hotspot.
- اليو أي بي: microUSB إصدار 2.0.
- سرعة النقل: HSDPA بسرعة 14 ميجا ب/ث - HSUPA بسرعة 5.76 ميجا ب/ث.

## دعم الشبكات
GPRS / EDGE
2G / GSM 850 / 900 / 1800 / 1900
3G / HSDPA 850 / 900 / 1900 / 2100